# Distrito de Santo Domingo de Capillas
El distrito de Santo Domingo de Capillas es uno de los dieciséis distritos que conforman la provincia de Huaytará, ubicada en el departamento de Huancavelica, bajo la administración del Gobierno regional de Huancavelica, en la zona de los andes centrales del Perú.
Desde el punto de vista jerárquico de la Iglesia católica, forma parte de la Diócesis de Huancavelica.

## Historia
Fue creado mediante Ley N° 12559 del 26 de enero de 1956 (69 años), en el gobierno del Presidente Manuel A. Odría.

## Geografía
Abarca una superficie de 248,56 km². El distrito de Santo Domingo de Capillas se encuentra ubicado al sur de la capital de la Provincia de Huaytará, este distrito cuenta desde su creación en el año de 1956, con 4 Anexos importantes, como son Huañacancha, Pampahuasi, Vista Alegre y Taquiza, a su vez cuenta con caseríos como son Pampacruz, San Miguel de Parco, Hornada Pata, Ocrustambo y Lupalí. Cuenta con climas variados desde los 1950 m.s.n.m. en Santo Domingo de Lupali, hasta los 4150 m.s.n.m. en Cumbre de Huangorillo, y gracias a estos pisos ecológicos, es que se cultivan un gran número de especies agrícolas.

### Anexo de Taquiza
Anexo del distrito de Santo Domingo de Capillas, cuenta con sus caseríos de Ocrustambo, Santo Domingo de Lupali, Chihuayo, Huachac, entre otros. Es un valle hermoso, bastante caluroso donde se cultiva mucho los árboles frutales, como la palta, la chirimoya, la vid, naranja, pepino, achira, calpara, yacón, entre muchos productos. Un clima bastante favorable para iniciar varias actividades nuevas como la crianza del camarón de río.
Su fiesta patronal se lleva a cabo el 18 de octubre conmemorando al Señor de Luren, patrón del Anexo.

### Anexo de Vista Alegre
Cuenta la Historia que el paraje de "locuspata", primogénito nombre del hoy Anexo de Vista Alegre, debido a gran cantidad del arbusto "luchus", y bueno "pata" que significa, explanada. Se empezó a poblar, con familias como Arroyo, Perez, Gihua, Taboada, Ojeda Huaman, Valenzuela entre otros.
La población se hiba incrementando, los niños y niñas jugaban alegres en el campo y ya de grandes hiban a estudiar a Capillas y Tambo, es decir a los 12 a 14 años entraban a la escuela, a "transición".
Luego de largos años, se crea una escuela en "locuspata", y viene como profesor Lazaro Espinoza, oriundo de Huaytará, como el nombrecito no era muy llamativo, el profesor conjuntamente con los pobladores optaron por cambiar el nombre, y luego de varias deliberaciones de ideas y propuestas, acordaron ponerle el nombre de Vista Alegre, porque cuando este pueblo se divisa de Huanuccassa (Ayaví), se veía un pueblo alegre, con un paisaje natural explendoroso. Desde allí quedó plasmado con ese nombre, luego elevado a la categoría de Anexo con la creación del distrito de Santo Domingo de Capillas.
La escuela del pueblo lugar donde aprendimos las primeras letras, con nuestro "carton", guarda el recuerdo innato de nuestra infancia, nuestras canciones, nuestras actuaciones, nuestras poesías en dias festivos como el día de la madre, 7 de junio, día del padre, entre otros. Nuestros paseos de excursión a los pueblos vecinos, con nuestras cornetillas. Serán solo recuerdos que nunca volveran pero que viviran en nuestros corazones, por ello es que anhelamos y recordamos a nuestra santa tierra como nuestra segunda madre.
Ahora la escuela tiene el N° 22187 de Vista Alegre - Santo Domingo de Capillas - Huaytará - Huancavelica.

## Economía
Santo Domingo de Capillas es tierra de criadores de ganados de raza mejorada tanto en vacuno, caballo de paso, ovino, caprino, y camélidos sudamericanos.

## Autoridades

### Municipales
- 2015-2018
  - Alcalde: Carlos Hugo Aroní Quispe, Movimiento independiente Trabajando Para Todos (TPT).
  - Regidores: Raul Rojas Gonzales (TPT), Jimmy Hilario Taboada (TPT), Elvis Escobar Mantari (TPT), Denisse Elvira Taboada Chumbe (TPT), Martín Torres Parco (Ayllu).[2]
- 2011-2014
  - Alcalde: Cassius Jair Chauca Rojas, Movimiento independiente Trabajando Para Todos (TPT).
  - Regidores: Edwin Eraclio Paucar Hernández (TPT), Carlos Hugo Aroní Quispe (TPT), Rosa Quintanilla Becerra (TPT),Hugo Llerena Atunga (TPT), Willian
- 2007-2010 
  - Alcalde: Percy Faustino Guillermo Sante, Partido Aprista Peruano (PAP).

### Religiosas
- Diócesis de Huancavelica[3]
  - Obispo de Huancavelica: Monseñor Isidro Barrio Barrio.[4]

## Festividades
Dentro sus fiestas patronales tenemos el 1 de enero, año nuevo, en el Anexo de Huañacancha, 6 de enero Bajada de Reyes en el Anexo de Vista Alegre, fiesta de los carnavales al estilo del Carnaval de Río de Janeiro, 6 de mayo Fiesta Patronal del Anexo de Vista Alegre, en conmemoración a "San Matin de Porras", 4 de agosto Fiesta Patronal del distrito en conmemoración al santo patrón  "Santo Domingo", en cuya festividad se desarrolla concursos de cantos tradicionales del "ayra", ferias agropecuarias, tardes taurinas y campeonato de fútbol con grandes y fabulosos premios para los participantes; 14 de setiembre en el Anexo de Huañacancha en honor al patrón "Señor de Huayllay", el 18 de octubre en Taquiza, en honor al "Señor de Luren", luego la fiesta navideña del 25 de diciembre en adoración al "Niño Manuelito", en cuya festividad se bailan los "negritos", baile costumbrista de antaño, con multicolores bandas y turbantes que dan un colorido a esta fiesta. También al "atipanacuy" para ver cual de las dos comparsas está mejor presentada y con mejores bailarines.

## Gastronomía
- Plato típico "tecte", es un plato especial que se sirve en las fiestas de los carnavales y ocasiones especiales, y va acompañado con papa cocida, choclo verde y contiene buena cantidad de queso, fideos, aderezo y hierbas aromáticas como el chicchimpa, el huacatay

- Queso Pica.- Un plato que se prepara con queso fresco, cortados en cuadrados, a los cuales se les unta con aderezo de achiote, dándole un color rojizo el mismo que se come con papa cocinada y con su canchita de maíz amiláceo. Es una plato infaltable en las limpias de acequias en el mes de abril y mayo.

- Ccashpi.- Es una platillo que consiste en triturar el queso fresco, luego acompañar con hierba natural de temporada que crece en la zona llamada chicchimpa en tiempo que no crece esta hierba se usa como alternativo el culantro, cebolla china y su infaltable ají rocoto capillano, se mezcla y se sirve con papa cocida.
- Picante de habas.

- Wuatia de calabaza.- En la quebrada de Vista Alegre y Taquiza, los moradores acostumbran a preparar wautia de calabaza en horno artesanal de barro y piedra, calientan el horno por espacio de dos horas y luego proceden a poner las mejores calabazas acompañadas de achira y otros, y lo dejan por cuatro horas, luego proceden a abrir la wuatia, donde salen un manjar de calabaza.